# Chionaema securizonis
Chionaema securizonis är en fjärilsart som beskrevs av Butler 1889. Chionaema securizonis ingår i släktet Chionaema och familjen björnspinnare. Inga underarter finns listade i Catalogue of Life.